# Sega Mega-CD
Sega Mega-CD (メガＣＤ?), cunoscută ca Sega CD în America de Nord și CD Aladdin Boy în Coreea de Sud, este o extensie CD pentru consolă de jocuri video Sega Mega Drive, dezvoltată de Sega și lansată pe 12 decembrie 1991 în Japonia, 15 octombrie 1992 în Statele Unite ale Americii și 2 aprilie 1993 în Europa. În România, consola a fost distribuită oficial la mijlocul anilor '90 de către Microrom